# Ichneumon aethalurus
Ichneumon aethalurus är en stekelart som beskrevs av Lichtenstein 1796. Ichneumon aethalurus ingår i släktet Ichneumon och familjen brokparasitsteklar. Inga underarter finns listade i Catalogue of Life.